# Герасименко Євген Петрович
Євге́н Петро́вич Герасиме́нко (13.05.1961) — лікар вищої категорії, заслужений лікар України. Учасник оборони Маріуполя.

## З життєпису
Народився 1961 року в місті Новомосковськ. У 1982 році закінчив 4 курси Дніпровський державний медичний університет, завершив профільне навчання у 1984 році — військово-медичний факультет Куйбишевського медінституту.
Проходив службу на різних посадах військово-медичного хірургічного профілю, був у Афганістані, Сьєрра-Леоне, Югославії.
2016 року за віком звільнився з посади провідного хірурга Військово-медичного клінічного центру Східного регіону (обласного військового шпиталю). Продовжив працювати у цьому центрі як лікар-хірург хірургічного відділення.
Звернувся до військкомату, 15 березня 2022 року був мобілізований. Відразу після призову направлений до Запорізького військового шпиталю, потім — до військового шпиталю міста Оріхів Запорізької області.
50 днів рятував життя вояків у маріупольському бункері «Залізяка» (хірургічний відсік). За цей час виконано понад тисячу операцій. Вихід захисників розпочався 16 травня 2022-го, виходив серед останніх 19 травня, надававши медичну допомогу. 20 травня вже був у Оленівці. Довелося пережити 4 місяці полону в Оленівці. Втратив у полоні понад 20 кілограмів ваги, 20 вересня 2022 разом із ще 214 захисниками Маріуполя зміг повернутися до України.[джерело?]
Після звільнення пройшов процес лікування; призначений начальником операційного відділення Військово-медичного клінічного центру Східного регіону.

## Сім'я
Дружина — військовослужбовець; станом на 2023 рік перебувала у декретній відпустці, але служила в госпіталі.

## Нагороди
- Заслужений лікар України.[1]
- Орден «За мужність» 2-го ступеня[2]